# (30906) 1993 FV44
1993 أف في 44 (ويعرف أيضًا باسم (30906) 1993 أف في 44 وفق تسمية الكوكب الصغير) (بالإنجليزية: 1993 FV44)‏ هو كويكب ضمن حزام الكويكبات؛ وترتيبه 30906 من حيث الاكتشاف.
اكتُشف هذا الجُرم الفلكي بواسطة مسح أوبسالا-إسو للكويكبات والمذنبات ‏ في 19 مارس 1993.

## وصلات خارجية
- (30906) 1993 FV44 في قاعدة بيانات مختبر الدفع النفاث لأجرام النظام الشمسي الصغيرة

- الاكتشاف · مخطط المدار ·  العناصر المدارية · المعلمات المادية

- (30906) 1993 FV44 على موقع ويكي سكاي: DSS2, SDSS, GALEX, IRAS, Hydrogen α, X-Ray, Astrophoto, Sky Map, Articles and images